# Патрик Гаяр
Патрик Гаяр (на френски: Patrick Gaillard) е бивш пилот от Формула 1. Роден на 12 февруари 1952 година в Париж, Франция.

## Формула 1
Патрик Гаяр прави своя дебют във Формула 1 в Голямата награда на Франция през 1979 година. В световния шампионат записва 5 състезания като не успява да спечели точки. Състезава се за отбора на Инсайн.